# Други живот (ТВ серија)
Други живот (енгл. Another Life) америчка је научно-фантастична и драма телевизијска серија аутора Ерона Мартина која је премијерно приказана на стриминг сервису Нетфликс 25. јула 2019. године. Главне улоге у серији тумаче: Кејти Сакоф, Џастин Четвин, Семјуел Андерсон, Блу Хант, Еј Џеј Ривера, Џејк Абел, Алекс Озеров, Александер Илинг, Џеј-ар Тинако, Лина Рена, Селма Блер и Елизабет Ладлов.

## Радња
Серија Други живот прати астронауткињу Нико Брекинриџ (Кејти Сакоф) која је усредсређена на потрагу за ванземаљском интелигенцијом и води посаду свемирског брода Спасилац на мисију како би истражили порекло ванземаљског артефакта након што је слетео на Земљу. Током истраживања, Нико и њена млада посада, суочавају се са „незамисливом опасношћу за оно што би могла бити једносмерна мисија”. У међувремену, Никин супруг Ерик Валас (Џастин Четвин) покушава да успостави први контакт са артефактом на Земљи.

## Епизоде
| Бр. еп. | Наслов                           | Редитељ      | Сценариста                      | Премијера     |
| ------- | -------------------------------- | ------------ | ------------------------------- | ------------- |
| 1       | Преко свемира (енгл. )           | Омар Мада    | Ерон Мартин                     | 25. јул 2019. |
| 2       | Кроз Долину сенки (енгл. )       | Омар Мада    | Наледи Џексон                   | 25. јул 2019. |
| 3       | Нервни слом (енгл. )             | Метин Хусеин | Алекс Левин                     | 25. јул 2019. |
| 4       | Осећај кривице (енгл. )          | Метин Хусеин | Аманда Фахеј                    | 25. јул 2019. |
| 5       | Ум сопственог (енгл. )           | Мерзи Алмас  | Ромео Кандидо                   | 25. јул 2019. |
| 6       | Мислим да смо сада сами (енгл. ) | Мерзи Алмас  | Лорен Госнел и Алехандро Алкоба | 25. јул 2019. |
| 7       | Живети сан (енгл. )              | Алан Аркуш   | Луси Паже                       | 25. јул 2019. |
| 8       | Како се светлост губи (енгл. )   | Шири Фолксон | Шон Рејкрафт                    | 25. јул 2019. |
| 9       | Срце и душа (енгл. )             | Шири Фолксон | Џеки Меј                        | 25. јул 2019. |
| 10      | Здраво (енгл. )                  | Алан Аркуш   | Ерон Мартин                     | 25. јул 2019. |

## Улоге и ликови

### Главне
- Кејти Сакоф као Нико Брекинриџ, астронауткиња и капетан посаде на свемирском броду Спасилац која за мисију има истраживање порекла ванземаљског артефакта.
- Џастин Четвин као Ерик Валас, научник Међузвездане команде Сједињених Држава, посвећен проналажењу интелигентног живота у универзуму. Такође, он је и Никин супруг.
- Семјуел Андерсон као Вилијам, холографски интерфејс вештачке интелигенције Спасиоца који има способност осећања емоција према људима.
- Блу Хант као Август Катани, главни инжењер и најмлађи члан посаде Спасиоца.
- Еј Џеј Ривера као Берни Мартинез, Спасиочев микробиолог и куварица са хонорарним радом.
- Џејк Абел као Саша Харисон, син министра одбране Сједињених Држава, служи као владин представник и дипломатска веза на Спасиоцу.
- Алекс Озеров као Оливер Соколов, један од Спасиочевих инжењера.
- Александер Илинг као Хавијер Алманзар, бивши хакер који је на Спасиоцу  експерт компјутерског инжењерства.
- Џеј-ар Тинако као Зејн Петросијан, Спасиочев лекар.
- Лина Рена као Џена Брекинриџ-Валас, ћерка Нико и Ерика.
- Селма Блер као Харпер Глас, утицајна медијска личност која покушава побити једну од највећих прича у људској историји.
- Елизабет Ладлов као Кас Исаковић, након Нико, други по дужности капетан и пилот Спасиоца. Она се буди из вештачке хибернације у другој епизоди.

### Споредне
- Џесика Камачо као Мишел Варгас, Спасиочев експерт комуникација.
- Барбара Вилијамс као Блер Дубоа, генерал Међузвездане команде Сједињених Држава, задужена за одговор Сједињених Држава артефакту.
- Грег Хованесијан као Бишам Меккари, након Нико и Кас, трећи по дужности капетан и пилот Спасиоца. Он се буди у седмој епизоди.
- Парвин Досанж као др Нани Синг, научница, Ерикова пријатељица и помоћница на послу.
- Шанел Пелосо као Петра Смит, члан посаде на Спасиоцу.

#### Гостујуће
- Тајлер Хеклин као Ијан Јеркса, бивши капетан брода за свемирска истраживања Спасилац, који је изгубио ту позицију од Нико.
- Мартин Донован као Иган Харисон, политичар и Сашин отац.
- Лајфени као Азами Оучи, компјутерски инжењер.

## Продукција

### Развој
Дана 26. априла 2019. Нетфликс је објавио да је предао апликацију продукцији за серију од десет епизода прве сезоне. Творац серије је Ерон Мартин који је уз Норин Халперн задужен и као извршни продуцент. Дана 19. јуна 2019. потврђено је да ће серија бити премијерно приказана 25. јула 2019. године.

### Кастинг
Дана 26. априла 2018.  објављено је да ће Кејти Сакоф глумити у регуларном току серије. Дана 21. августа 2018. објављено је да ће се Селма Блер придружити глумици у понављајућој улози. Дана 28. августа 2018. објављено је да ће се глумачкој постави придружити Тајлер Хеклин, Џастин Четвин, Семјуел Андерсон и Елизабет Ладлов. Следећег дана, Блу Хант се придружила глумачкој постави. Септембра 2018. откривен је остатак главне глумачке поставе.

### Снимање
Снимање прве сезоне одвијало се на локацији у Ванкуверу, Британска Колумбија (Канада), од 20. августа 2018. до 20. новембра 2018. године.

## Пријем

### Критике
Рецензенти са веб-сајта Ротен томејтоуз објавили су да је за серију 6% од 18 критичких оцена позитивно, са просечном оценом 4,54 од 10. Закључак поменутог веб-сајта гласи: „Серија одише мекоћом научне-фантастике, Другом животу недостаје препознатљива искра која би га могла одвојити од низа прича којима се тежи“. На веб-сајту Метакритик, серија има процењену просечну оцену 33 од 100, засновану на 8 критика, што указује на „генерално неповољне критике”.